# Rezerwat przyrody Łąki Bobolickie
Rezerwat przyrody Łąki Bobolickie – florystyczny rezerwat przyrody położony na terenie gminy Bobolice w powiecie koszalińskim (województwo zachodniopomorskie).

## Powołanie
Obszar chroniony utworzony został 23 grudnia 2017 r. na podstawie Zarządzenia Regionalnego Dyrektora Ochrony Środowiska w Szczecinie z dnia 29 listopada 2017 r. w sprawie uznania za rezerwat przyrody „Łąki Bobolickie” (Dz. Urz. Woj. Zach. z 2017 r. poz. 5136). Do terenu obszaru nie włączono, wbrew sugestiom Klubu Przyrodników i Towarzystwa Ekologiczno-Kulturalnego w Bobolicach, największej na Pomorzu kolonii pełnika europejskiego (położonej na północ od rezerwatu za nasypem kolejowym), a także zlokalizowanych na południe, blisko Opatówka tzw. „Źródliskowych Trawertyn”, proponowanych wcześniej do ochrony. Starania lokalnej społeczności i przyrodników o powołanie rezerwatu trwały ponad 30 lat, co było związane m.in. z faktem, że właścicielem tych gruntów była Agencja Nieruchomości Rolnych.

## Położenie
Rezerwat ma 128,07 ha powierzchni, w całości pod ochroną czynną. Obejmuje wydzielenia leśne w nadleśnictwie Bobolice: 434Ai, j, g, h, 434Ba, b, c, d, f, g, h, i, j, k, l, m, n, o, p, r, s, t, w, x, y, ~a, 434Ca, b, c, d, f, g, h, i, j, k, l, m, n, ~a, 436Aa, b, c, d, f, g, h, i, j, 436Da, b, c, d, f, g, h, i, 436f, g, co odpowiada obrębom ewidencyjnym Ostrówek (działki ewidencyjne nr 10/1, 12/10, 12/6, 22, 13/4, 436/3) i Chociwle (dz. ew. nr 198, 200).
Rezerwat leży na terenie chronionym programem Natura 2000: obszarze mającym znaczenie dla Wspólnoty „Dolina Radwi, Chotli i Chocieli” PLH320022, a także częściowo w zespole przyrodniczo-krajobrazowym „Dolina rzeki Chocieli”. Obejmuje dolinę rzeki Chocieli i jej nienazwanego dopływu na południe od Bobolic (sama rzeka jest wyłączona z obszaru chronionego). Przecina go droga krajowa nr 25 (jej jezdnię również wyłączono z granic rezerwatu). Najbliższymi miejscowościami są Bobolice (ok. 0,5 km na północny zachód), Ostrówek (ok. 1 km na południowy zachód) i Opatówek (ok. 0,8 km na południe).

## Charakterystyka
Celem ochrony rezerwatowej jest „zachowanie mozaiki łąk w dolinie rzeki Chocieli z występującymi tu rzadkimi gatunkami roślin oraz walorów krajobrazowych doliny”.
Krajobraz obszaru chronionego jest różnorodny, ukształtowany przez dolinę rzeki Chocieli o głębokości do 50 metrów, jej liczne zagłębienia oddzielone długimi progami oraz meandry. Wśród gleb dominują torfy, a z wysokich zbocz spływają źródliska. Występują tu różne typy chronionych siedlisk: torfowiska pojezierne, przepływowe i zasilane wodami podziemnymi, naporowymi torfowiska źródliskowe, a także młaki, zmiennowilgotne łąki trzęślicowe, eutroficzne łąki wilgotne rdestowo-pełnikowe i ostrożeniowe oraz łąki rajgrasowe i wiechlinowo-kostrzewowe, użytkowane rolniczo.
Obszar rezerwatu jest w większości podmokły i tworzy specyficzne warunki do rozwoju roślin. Na jego terenie zinwentaryzowano 36 zespołów i zbiorowisk roślinności źródliskowej, torfowiskowej, bagiennej, łąkowej, leśnej i zaroślowej. Najcenniejszym przyrodniczo gatunkiem jest pełnik europejski (róża kłodzka, Trollius europaeus L.), który ma tutaj swoje największe skupisko na całym Pomorzu. Innymi występującymi tu roślinami są: wielosił błękitny, pełnik europejski, podkolan zielonawy, kruszczyk błotny, storczyk plamisty, storczyk szerokolistny, listera jajowata.
Wśród ustalonych w 2018 zadań ochronnych rezerwatu znajdują się m.in. koszenie i nawożenie łąk, rekultywacja gleby i sporządzenie ekspertyzy hydrologicznej.